# Stibokjávrre
Stibokjávrre är en sjö i Jokkmokks kommun i Lappland och ingår i Luleälvens huvudavrinningsområde. Sjön har en area på 3,32 kvadratkilometer och ligger 731 meter över havet. Sjön avvattnas av vattendraget Sieberjåhkå.
Sjöns södra och västra strand utgör gräns mot nationalparken Padjelanta.
På Generalstabskartan från 1890 heter sjön Kalpik. Senare ändrades namnet till Stipokjaure.

## Delavrinningsområde
Stibokjávrre ingår i det delavrinningsområde (751123-154161) som SMHI kallar för Utloppet av Stipokjaure. Medelhöjden är 775 meter över havet och ytan är 9,91 kvadratkilometer. Räknas de 7 avrinningsområdena uppströms in blir den ackumulerade arean 94,7 kvadratkilometer. Sieberjåhkå som avvattnar avrinningsområdet har biflödesordning 3, vilket innebär att vattnet flödar genom totalt 3 vattendrag (Vuojatädno, Stora Luleälven, Luleälven) innan det når havet efter 394 kilometer. Avrinningsområdet består mestadels av kalfjäll (67 procent). Avrinningsområdet har 3,29 kvadratkilometer vattenytor vilket ger det en sjöprocent på 33,1 procent.

## Galleri

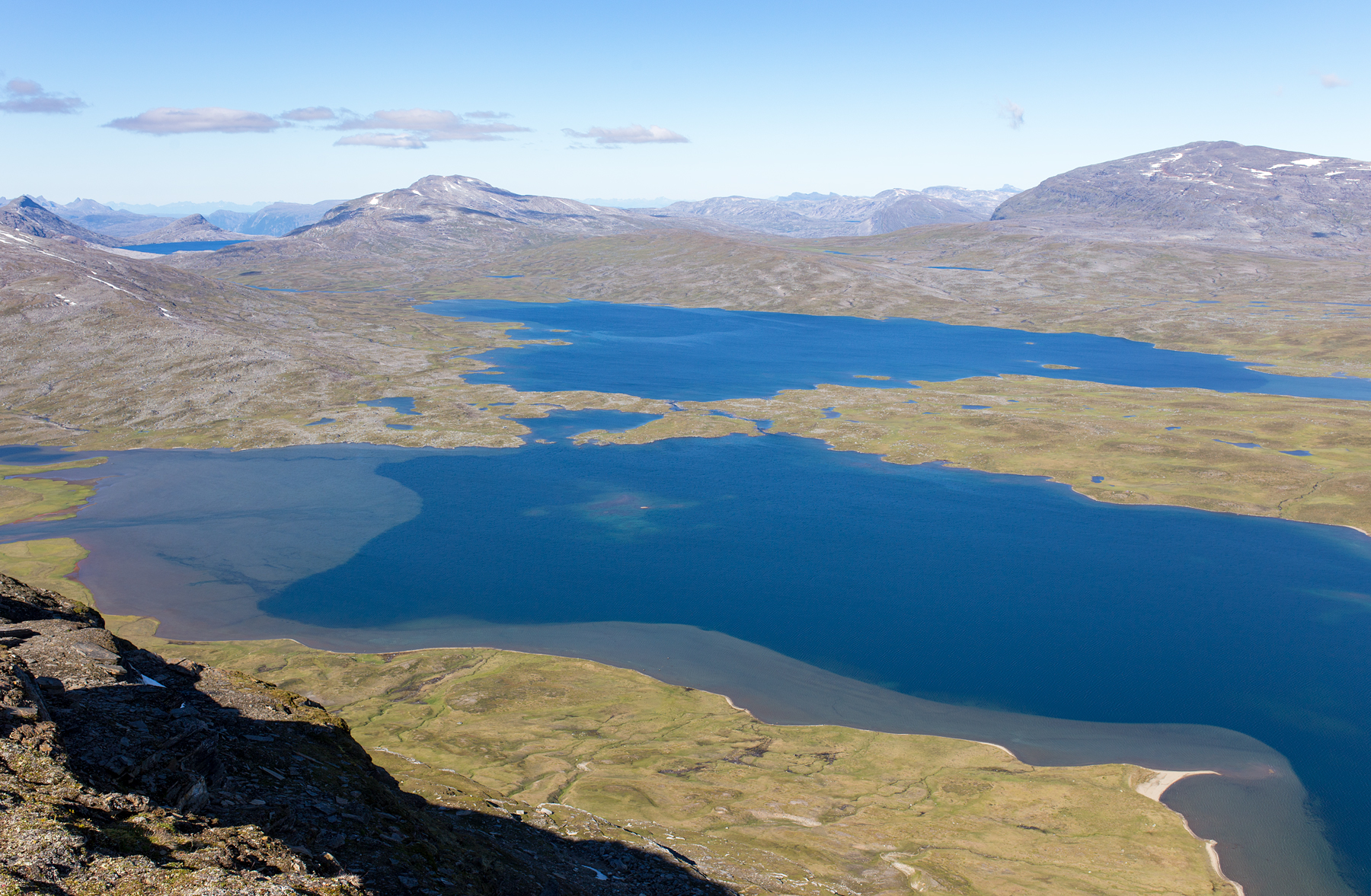
Utsikt från Stibok mot västra Stibokjávrre och Gálbejávrre.
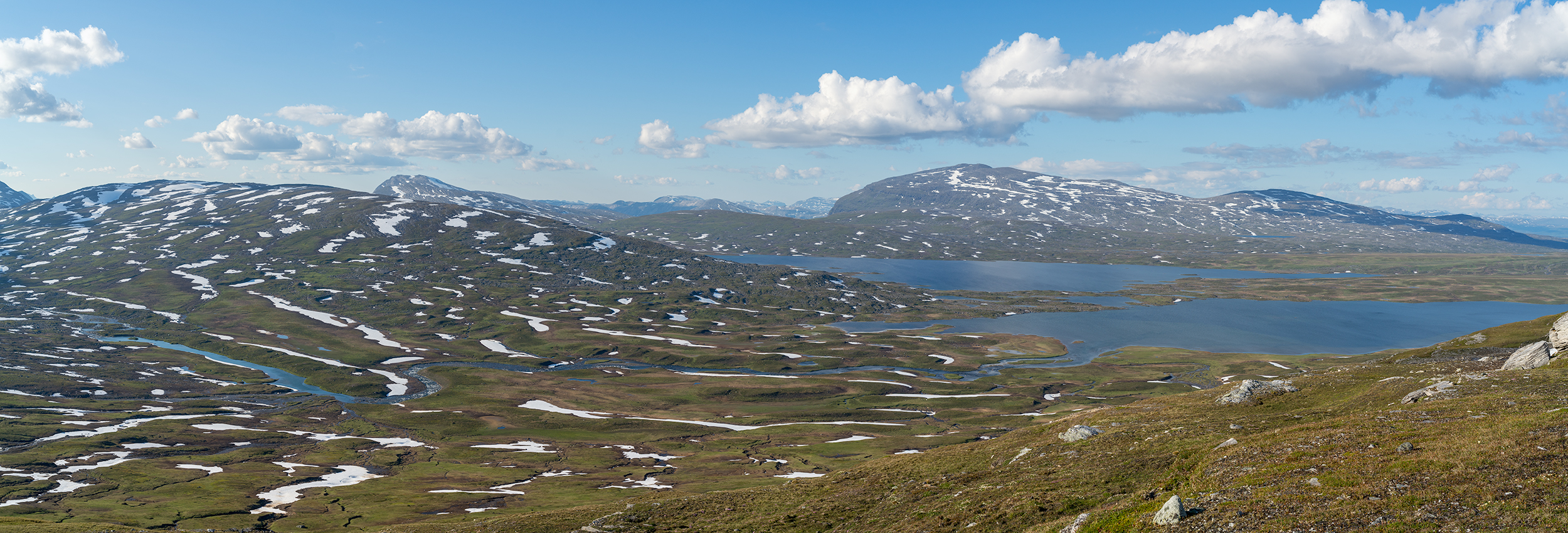
Tillflödet Rähtjátjåhkå slingrar sig ner mot Stibokjávrre. Längre bort syns Gálbejávrre.
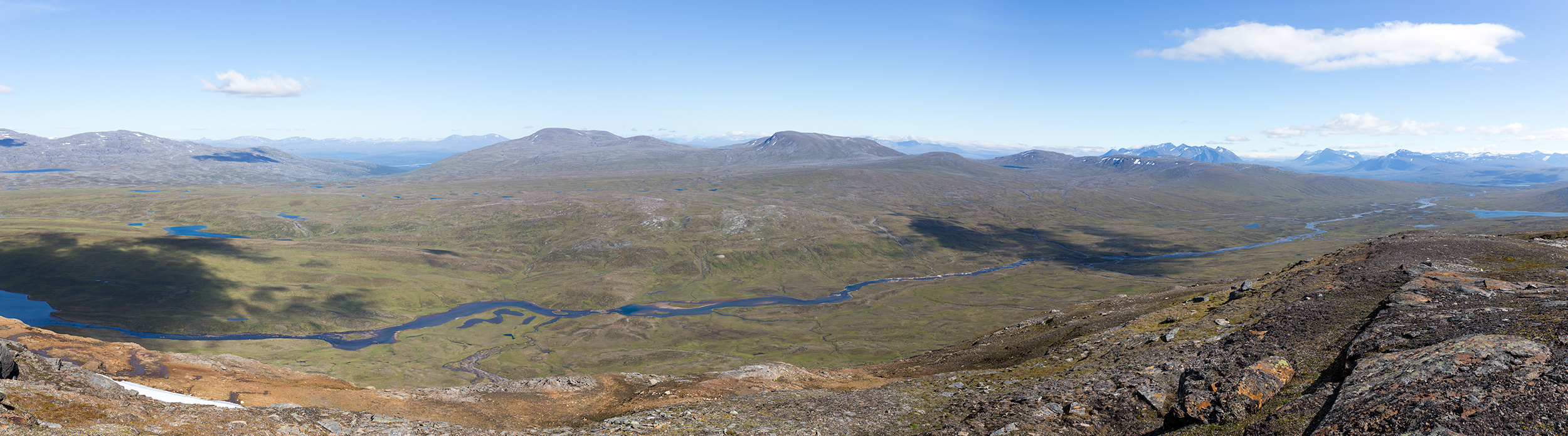
Sieberjåhkå med utloppet från Stibokjávrre längst till vänster. Vy från Stibok.